# Nagapattinam
Nagapattinam (in tamil நாகப்பட்டினம்o, anticamente traslitterato Negapatnam; nota anche come Naganadu, Cholakula Vallippatinam, Shiva Rajadhani e infine come Coromandel dai Portoghesi sino al tardo '700) è una suddivisione dell'India, classificata come municipality, di 92.525 abitanti, capoluogo del distretto di Nagapattinam, nello stato federato del Tamil Nadu. In base al numero di abitanti la città rientra nella classe II (da 50.000 a 99.999 persone).

## Geografia fisica
La città è situata a 10° 46' 0 N e 79° 49' 60 E al livello del mare.

## Storia

### Antichità
Tolomeo, geografo romano del II secolo, la menziona con il nome di Nikam, descrivendola quale uno dei maggiori centri commerciali dalla regione.
Dall'VIII secolo esso divenne un centro di propagazione buddista e, nell'XI secolo, all'epoca del re Rajaraja Chola I della Dinastia Chola, il principe giavanese Sri Vijaya Soolamanivarman, vi fece costruire il monastero (vihara) di Chudamani Vihara, non più esistente (mentre sussistono tracce di coevi templi śivaisti. In quell'epoca, Nagapattinam era il principale porto indiano dei Chola, che se ne servivano tanto quale base commerciale, quanto militare, per le loro conquiste in oriente.

### Impero portoghese
Al principio del XVI secolo iniziarono le prime visite dei montanti navigatori portoghesi: essi, che conoscevano la città con il nome di 'Coromandel', vi stabilirono, nel 1554, una base commerciale.

### Impero olandese
Nel 1657 la città venne occupata dalla Compagnia Olandese delle Indie Orientali, che ne fecero la propria principale base in India. Nel 1676, tale possedimento venne confermato da Venkaji, un principe Maratha insediato a Tanjore.
Nel 1758, di fronte alla città, si svolse la prima battaglia navale di Negapatam, fra una squadra francese ed una britannica, nell'ambito della Guerra dei sette anni.

### Impero britannico
Nel contesto della Quarta guerra anglo-olandese, nel 1781 essa venne occupata dalla Compagnia Inglese delle Indie Orientali, eppoi, il 6 luglio 1782, nelle acque antistanti si svolse la seconda battaglia navale di Negapatam, ancora una volta fra una squadra francese ed una britannica.
Il possesso britannico venne confermato dal Trattato di Parigi del 3 settembre 1783, che concluse il conflitto. Da notare come le Province Unite non si rassegnarono subito alla cessione, e rimandarono la ratifica del Trattato sino al 20 maggio 1784.
Di lì a poco, con il Trattato di Amiens del 25 marzo 1802, venne ceduta alla Gran Bretagna anche la grande colonia dell'isola di Ceylon. Dalché agli olandesi rimasero, in India, solo alcuni possedimenti marginali, poi definitivamente scambiate a fronte di adeguate compensazioni nell'arcipelago malese, con il successivo Trattato anglo-olandese del 1814 eppoi quello del 1824.
Dal 1799 al 1845 essa servì da capoluogo del distretto di Tanjore.

### Lo tsunami del 2004
In epoca assai più recente, nel 2004, la città venne gravemente ferita dallo tsunami che seguì il grande maremoto che sconvolse l'Oceano Indiano.

## Società

### Evoluzione demografica
Al censimento del 2001 la popolazione di Xxx assommava a 92.525 persone, delle quali 45.936 maschi e 46.589 femmine. I bambini di età inferiore o uguale ai sei anni assommavano a 10.810, dei quali 5.642 maschi e 5.168 femmine. Infine, coloro che erano in grado di saper almeno leggere e scrivere erano 68.585, dei quali 36.630 maschi e 31.955 femmine.